# Dipoena perimenta
Espèce
Dipoena perimenta est une espèce d'araignées aranéomorphes de la famille des Theridiidae.

## Distribution
Cette espèce est endémique du Panama. 

## Description
Le mâle holotype mesure 1,1 mm et la femelle paratype 1,0 mm.

## Publication originale
- Levi, 1963 : American spiders of the genera Audifia, Euryopis and Dipoena (Araneae: Theridiidae). Bulletin of the Museum of Comparative Zoology, vol. 129, no 2, p. 121-185 (texte intégral).